# 대한민국 헌법 제88조
대한민국 헌법 제88조는 대한민국 헌법의 조항으로, 총 3항으로 되어있다.

## 조항
①국무회의는 정부의 권한에 속하는 중요한 정책을 심의한다.

②국무회의는 대통령,국무총리와 15인이상 30인이하의 국무위원으로 구성한다.

③대통령은 국무회의의 의장이 되고, 국무총리는 부의장이 된다.